# Capitaine des levrettes
En France, sous l’Ancien Régime, le capitaine des levrettes est un officier des chasses.
Les principaux sont le capitaine des levrettes de la Chambre du roi, qui a ses entrées au lever du roi (entrée de la Chambre), le capitaine des levrettes du Cabinet, le capitaine des levrettes de Monsieur.
Il y avait également un capitaine des levrettes pour chaque grand prince de la Cour.

## Capitaine des levrettes célèbre
- Antoine Nicolas Collier, marquis de Dampierre, plus tard général de la Révolution française